# Mercer (Misuri)
Mercer es un pueblo ubicado en el condado de Mercer en el estado estadounidense de Misuri. En el Censo de 2010 tenía una población de 318 habitantes y una densidad poblacional de 333,64 personas por km².

## Geografía
Mercer se encuentra ubicado en las coordenadas 40°30′38″N 93°31′48″O / 40.51056, -93.53000. Según la Oficina del Censo de los Estados Unidos, Mercer tiene una superficie total de 0.95 km², de la cual 0.95 km² corresponden a tierra firme y (0%) 0 km² es agua.

## Demografía
Según el censo de 2010, había 318 personas residiendo en Mercer. La densidad de población era de 333,64 hab./km². De los 318 habitantes, Mercer estaba compuesto por el 98.74% blancos, el 0% eran afroamericanos, el 0.31% eran amerindios, el 0% eran asiáticos, el 0% eran isleños del Pacífico, el 0% eran de otras razas y el 0.94% pertenecían a dos o más razas. Del total de la población el 0.63% eran hispanos o latinos de cualquier raza.